# Margarinotus cognatus
Margarinotus cognatus är en skalbaggsart som först beskrevs av J. E. Leconte 1844.  Margarinotus cognatus ingår i släktet Margarinotus och familjen stumpbaggar. Inga underarter finns listade i Catalogue of Life.